# Gourdan-Polignan
Gourdan-Polignan è un comune francese di 1 557 abitanti situato nel dipartimento dell'Alta Garonna nella regione dell'Occitania.

## Società

### Evoluzione demografica
Abitanti censiti